# معنای ضمنی
معنای ضمنی (انگلیسی: Connotation) آن بخش از معنای واژه‌ها و جملات است که به بافت غیرزبانی و جنبه‌های عاطفی و فرهنگی مربوط است. به ارتباطات فرهنگی یا هیجانی که یک کلمه با خود منتقل می‌کند، Connotation گفته می‌شود. این مفهوم در مقابل مفهوم Denotation قرار دارد که بیان کننده معنای صریح یا لغوی می‌باشد. آنچه در لغت نامه‌ها برای معنی یک کلمه می‌آید همان Dennotation یا معنی صریح آن می‌باشد. اما Connotation به صورت مثبت یا منفی توصیف می‌شود که به معنی ارتباطات هیجانی خوشحال‌کننده یا ناراحت‌کننده آن کلمه است.
برای مثال گل در معنای صریح (Denotation) یک گیاه با اجزای شاخه و گلبرگ و … می‌باشد، اما معنی ضمنی (Connotation) برای کلمهٔ گل، محبت و احترامی است که از طریق این واژه منتقل می‌گردد.

## معنای ضمنی در معناشناسی زبانی
معنی ضمنی، در معناشناسی زبانی در تقابل با معنی صریح به مفهومی گفته می‌شود که بر حسب تداعی‌های عاطفی یا الگوهای فرهنگی به معنی صریح یک لفظ افزوده می‌شود. برای نمونه، واژهٔ «گاو» که در معنای ضمنیش در مفهوم «احمق» یا «کودن» به کار می‌رود.